# Lullaby (film, 2014)
Pour les articles homonymes, voir Lullaby.
Lullaby est un film américain écrit et réalisé par Andrew Levitas, sortie en 2014.

## Fiche technique
- Titre : Lullaby
- Réalisation et scénario : Andrew Levitas
- Photographie : Florian Ballhaus (en)
- Montage : Julie Monroe
- Distribution des rôles : Eve Battaglia et Andrea Stone-Brokaw
- Direction artistique : Fredda Slavin
- Décors : Stuart Wurtzel, Alyssa Winter (décors de plateau)
- Costumes : Ann Roth
- Sociétés de production : Avenue Pictures, Ananta Productions, Metalwork Pictures, Media House Capital et Lullaby New York
- Pays :  États-Unis
- Langue : anglais
- Genre : drame
- Date de sortie : 
  -  États-Unis : 13 juin 2014

## Distribution
- Amy Adams : Emily
- Garrett Hedlund : Jonathan
- Jessica Brown Findlay : Karen
- Terrence Howard : Dr. Crier
- Richard Jenkins : Robert
- Daniel Sunjata : Officer Ramirez
- Jennifer Hudson : Nurse Carrie
- Anne Archer : Rachel
- Frankie Shaw : Janice
- Darren Le Gallo : Ethan
- Jessica Barden : Meredith
- Maddie Corman : Beth
- Anne Vyalitsyna : Brooke
- Sterling Jerins (en) : Young Karen
- Robert Bogue : Steven Lavipour
- Zac Ballard : Nicholas

## Production

### Tournage
Le tournage du film a débuté en juin 2012.